# ISO 3166-2:PF
Die zur Kennzeichnung geografischer Einheiten dienende Liste der ISO 3166-2-Codes für  Französisch-Polynesien enthält ausschließlich den Code für  Französisch-Polynesien. Es existieren keine weiteren Unterteilungen.

Dieser Code besteht nur aus einem Teil. Dieser gibt den Code gemäß ISO 3166-1 (für  Französisch-Polynesien PF) wieder.
Die aktuellen Codes stehen auf der Seite der ISO unter #iso:code:3166:PF zur Verfügung.

Französisch-Polynesien ist auch unter dem Code FR-PF in der ISO 3166-2:FR für Frankreich aufgenommen.
Die Unterteilung Französisch-Polynesiens in fünf subdivisions administratives ist in dieser Norm nicht von Belang.